# Foxfield
Foxfield è un centro abitato (town) degli Stati Uniti d'America, situato nella contea di Arapahoe dello Stato del Colorado. Nel censimento del 2000 la popolazione era di 746 abitanti.

## Geografia fisica
Secondo i rilevamenti dell'United States Census Bureau, Foxfield si estende su una superficie di 3,3 km².